# Scaphyglottis boliviensis
Scaphyglottis boliviensis é uma espécie de orquídea epífita, família Orchidaceae, que habita da Costa Rica à Bolívia e Brasil central.